# La Dorada (Caldas)
La Dorada es un municipio de Colombia ubicado en el extremo oriental del departamento de Caldas, en la región Magdalena Medio. Es considerado como el segundo municipio ganadero de Colombia, después de Montería (Córdoba), y el segundo más importante del departamento, después de Manizales.
Es conocida como "Glorieta Nacional" o "Corazón de Colombia", calificativos que obedecen a uno de sus principales atributos desde el punto de vista geoestratégico, pues su localización le permite articularse a los desarrollos del oriente de Caldas, norte del Tolima, suroccidente de Santander, noroccidente de Cundinamarca, suroriente de Antioquia y occidente de Boyacá; con una cercanía inmediata a Bogotá y Medellín. Además es sede de la diócesis de La Dorada-Guaduas y la Cámara de Comercio de La Dorada.

## Vías de comunicación

### Terrestre
El proyecto Girardot - Cambao - Honda - Puerto Salgar hace parte de la primera ola de cuarta generación de concesiones 4G. 

### Aéreo
Tiene cerca la Base Aérea Capitán Germán Olano, ubicada en el vecino municipio de Puerto Salgar (Cundinamarca). La cual es una base militar colombiana asignada a la Fuerza Aérea Colombiana, en el Comando Aéreo de Combate Núm. 1 o CACOM 1.

## Historia

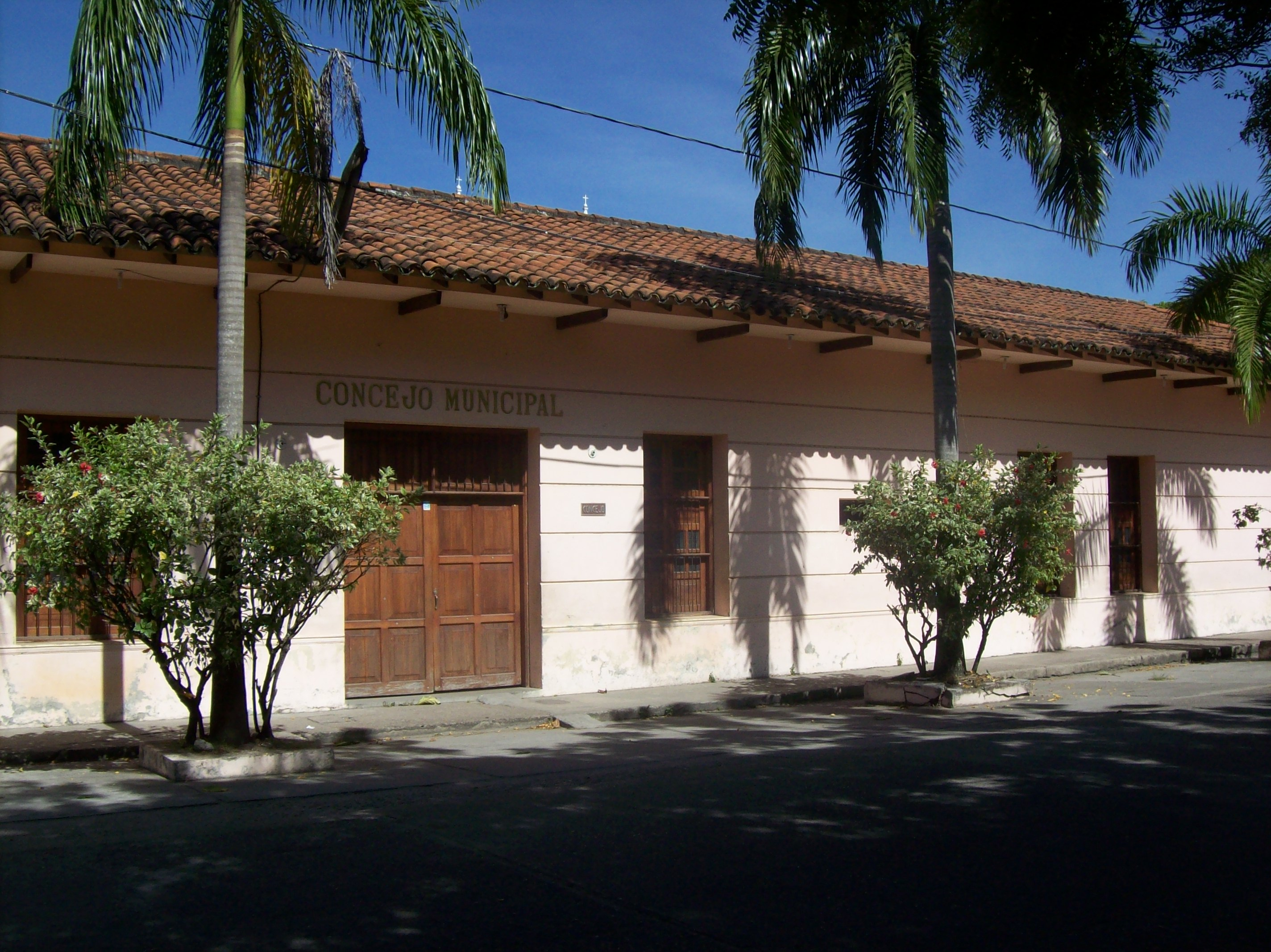
Concejo municipal.

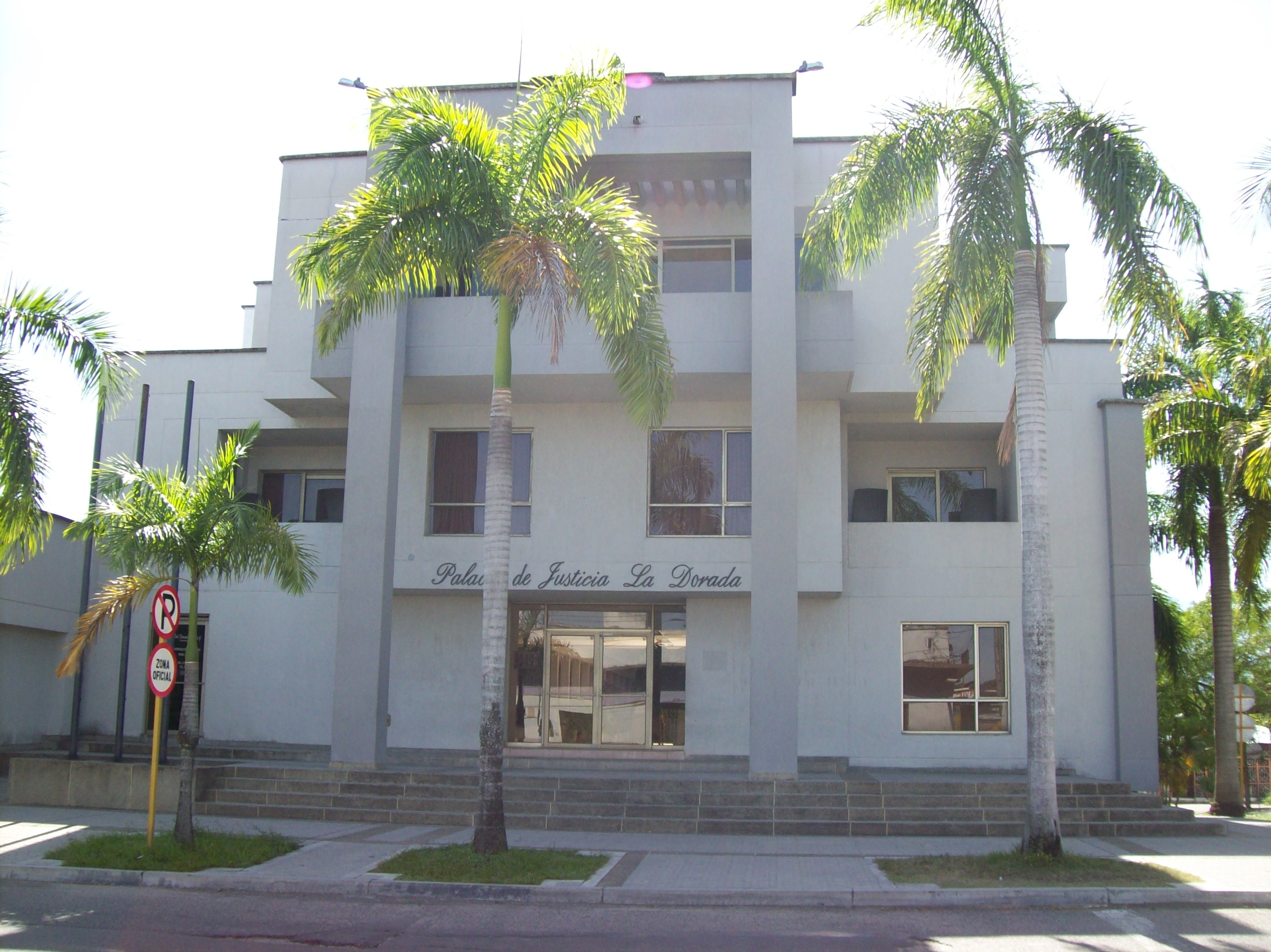
Palacio de Justicia.

Antonio Acosta, trabajador incansable, junto con Ricardo Mejía y Luis Valdés se establecen hacia el año de 1886 un leñateo en el puerto denominado Conejo. Finalizada la guerra de los Mil Días en 1904, los integrantes de la guerrilla, comenzaron a buscar ocupación en labores para las cuales eran hábiles.
Por esa misma época se adelantaba la construcción del ferrocarril desde Honda hasta la quebrada de Yeguas, finalizando los trabajos con la llegada de la primera locomotora del ferrocarril de Ambalema de propiedad de la compañía inglesa "The Railway Company", el personal sobrante quedó cesante, no queriendo regresar a sus lugares de origen emigraron hacia el norte buscando las riberas menos difíciles del río grande de la Magdalena y conformaron un pequeño poblado al que llamaron La María ubicado en la parte sur "Barrio Conejo y Dorada vieja", desde la hacienda el Japón hacia el barrio Pitalito.
Las autoridades del municipio de Victoria se enteraron de la existencia de este caserío y lo hacen convertir en su corregimiento. El 7 de agosto de 1920, el Gobernador General Pompilio Gutiérrez se reúne con un grupo notable y firma una tardía acta de fundación, (fundando lo que ya estaba fundado). Sin embargo, el 23 de abril de 1923, la asamblea de Caldas mediante ordenanza N.º. 43, eleva a la categoría de municipio a La Dorada, con vigencia a partir del 1 de julio en adelante, por lo tanto se considera que la Dorada es municipio a partir del 1.º de julio de 1923. 
El 1° de junio de 1924 en casa del colonizador Obdulio Moreno se instala el primer Concejo Municipal, iniciando así La Dorada su vida constitucional y democrática, como único puerto caldense sobre el Río Magdalena. Como hecho curioso, el ferrocarril de La Dorada tiene su sede en Honda, en la vieja casa del Centro Comercial Santa Mónica, hoy remodelado y se habla de una hacienda La Egipciaca, donde se concentraron la mayoría de los negros cimarrones, propios de la esclavitud española.
La fundación de La Dorada estuvo muy ligada a la construcción del ferrocarril entre Honda y la Dorada con la extensión de la línea férrea hasta el Conejo donde se inició el poblamiento. Sin embargo, la construcción de dicha vía estuvo caracterizada por inconvenientes de distinta índole que perjudicaban el tránsito de pasajeros y de mercancías entre la costa y el interior, pensando en solucionar dichos problemas, el 3 de junio de 1872 el estado soberano del Tolima dictó un decreto concediendo un privilegio exclusivo durante 30 años a Nicolás Pereira Gamba para que llevara a cabo la construcción del ferrocarril en dicho sector; en principio, se construyeron 22 kilómetros entre Arrancaplumas y Yeguas, por entonces apenas se levantaban 4 chozas y una de ellas fue habilitada para la estación.
Puesto que el lugar no ofrecía facilidades como puerto, se decidió continuar la extensión de la red férrea hasta Conejo en predios de lo que hasta entonces se llamaba La María; la línea férrea constaba de 6 estaciones intermedias, Honda era la principal, seguida de Perico, Guarinocito, Buenos Aires y Purnio. La estación La María en lo que hoy es La Dorada se puso al servicio el 1° de junio de 1897. Sin embargo, La Dorada fue erigido municipio el 23 de abril de 1923 mediante ordenanza n.º 43 del Departamento de Caldas, la cual establece en su artículo 4.º que empieza a regir a partir del 1 de julio próximo en adelante.
También por este municipio hasta el año 1982, cruzó la antigua vía Medellín-Sonson-La Dorada-Bogotá, luego de la construcción de la actual autopista dicho corredor quedó en el abandono, aunque sin embargo la actual autopista es comunicación desde ambas ciudades.

Catedral Nuestra Señora del Carmen
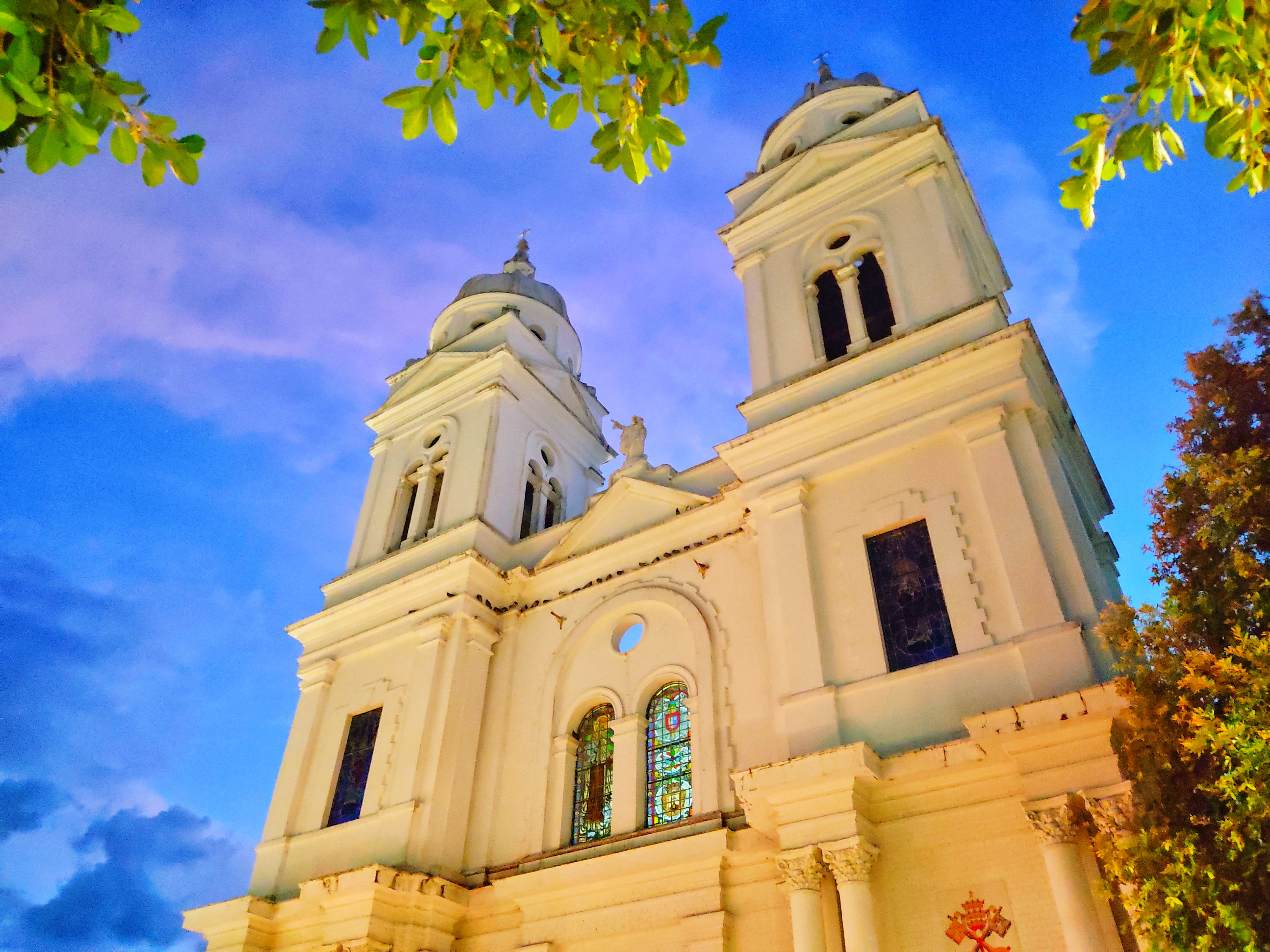
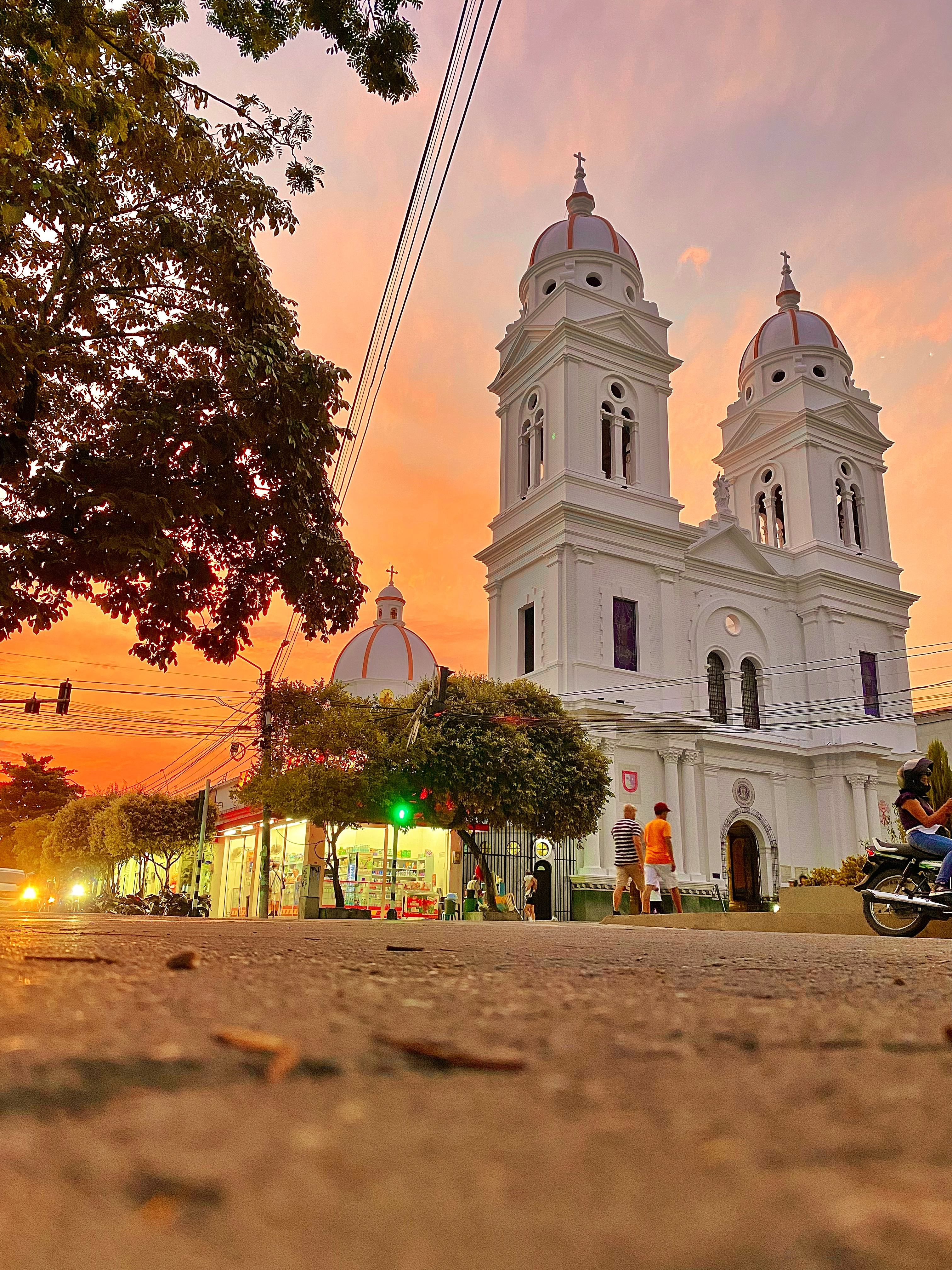

## División Político-Administrativa
Además de su Cabecera municipal. La Dorada tiene bajo su jurisdicción los siguientes Centros poblados:
- Buenavista
- Camelias
- Doña Juana
- Guarinocito
- Horizonte
- La Agustina
- La Atarraya
- La Habana
- Prosocial La Humareda
- Purnio

## Geografía
El Municipio de La Dorada se localiza a 5° 27" latitud norte y 74° 40" de longitud este del meridiano de Greenwich, sobre la margen izquierda del Río Grande de La Magdalena. Está a 178 metros de altura sobre el nivel del mar, con una temperatura promedio de 34 °C que sobrepasa los 42 °C en época de verano; ocupa una superficie de 574 km², que corresponden al 6.67 % del área total del departamento de Caldas siendo su cabecera municipal la segunda ciudad en importancia del departamento después de su capital Manizales.

### Límites municipales
La Dorada está delimitada por los siguientes municipios:
| Noroeste: Norcasia (Río La Miel) | Norte: Sonsón ( Antioquia) (Corregimiento de San Miguel) (Río La Miel) | Nordeste: Puerto Boyacá ( Boyacá) (Río Magdalena)   |
| Oeste: Victoria (Río Purnio)     |                                                                        | Este: Puerto Salgar ( Cundinamarca) (Río Magdalena) |
| Suroeste: Victoria               | Sur: Honda ( Tolima) (Río Guarinó)                                     | Sureste: Guaduas ( Cundinamarca) (Río Magdalena)    |

### Hidrografía
Su hidrografía, tiene en los Ríos de La Magdalena, La Miel y la charca de Guarinocito, Doña Juana, sus principales fuentes de recursos hídricos, tanto para la navegación y pesca, como para el agua de consumo humano y generación de energía.

Sendero Ecológico Charca de Guarinocito
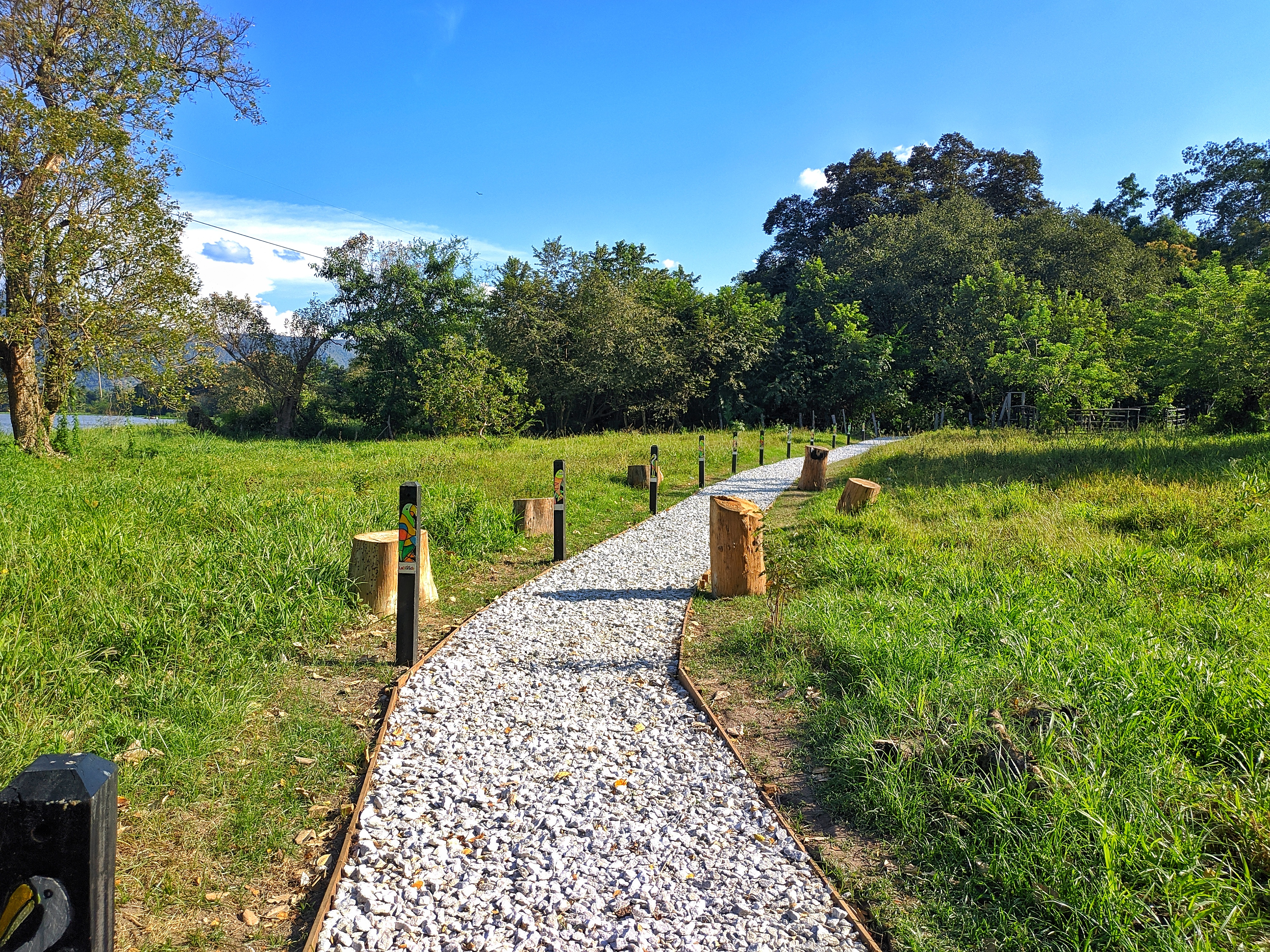
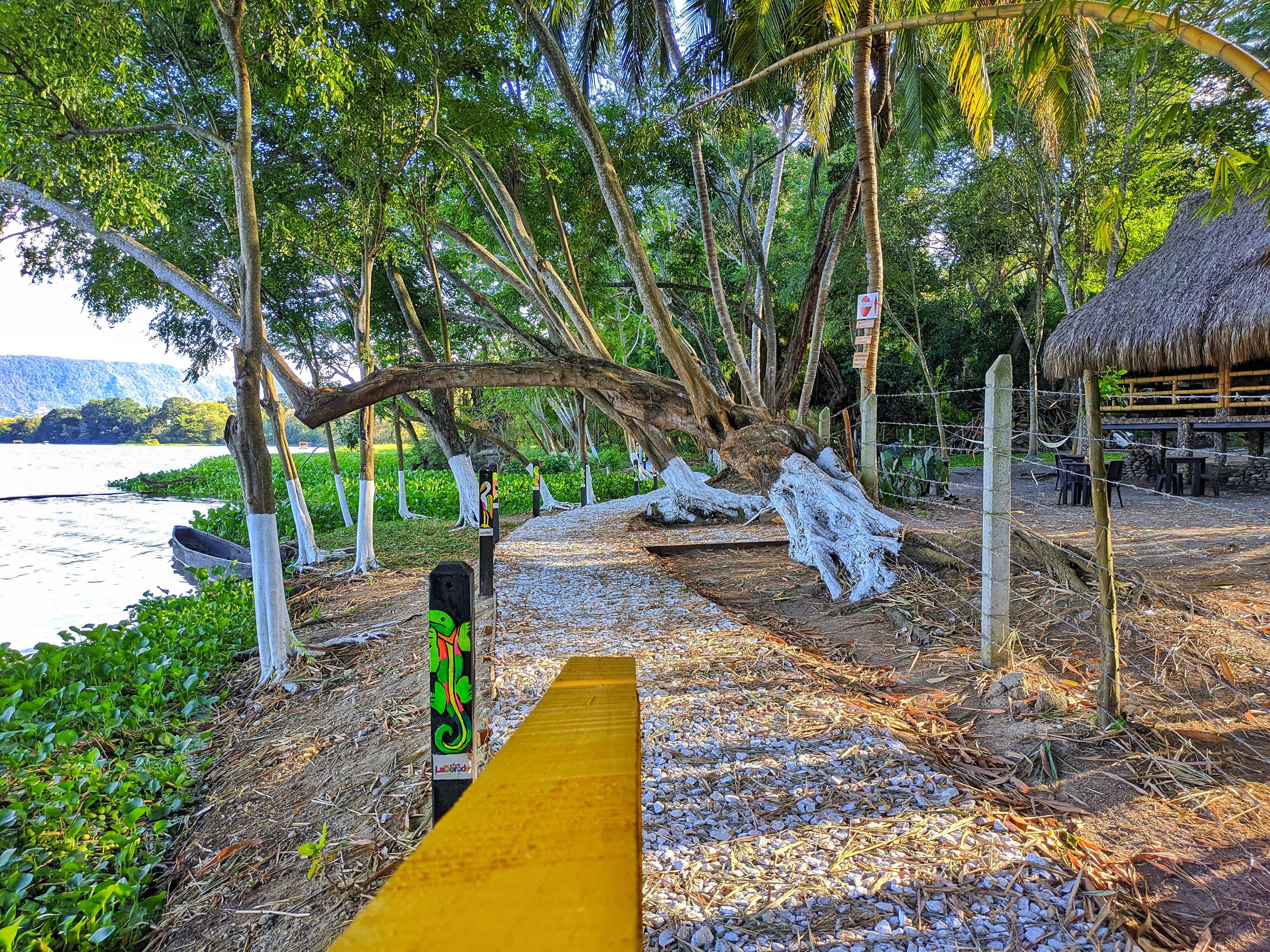
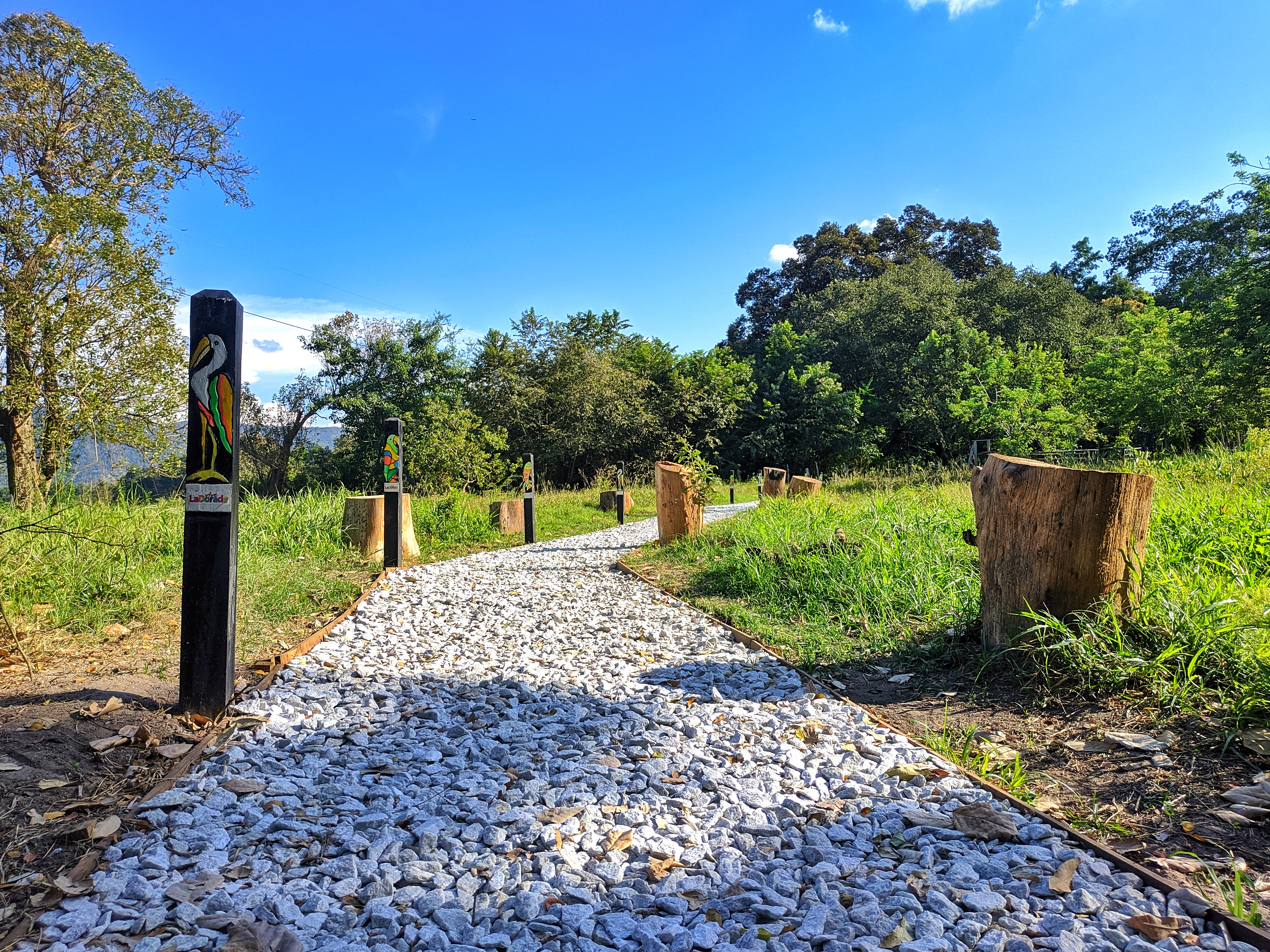

Río Magdalena
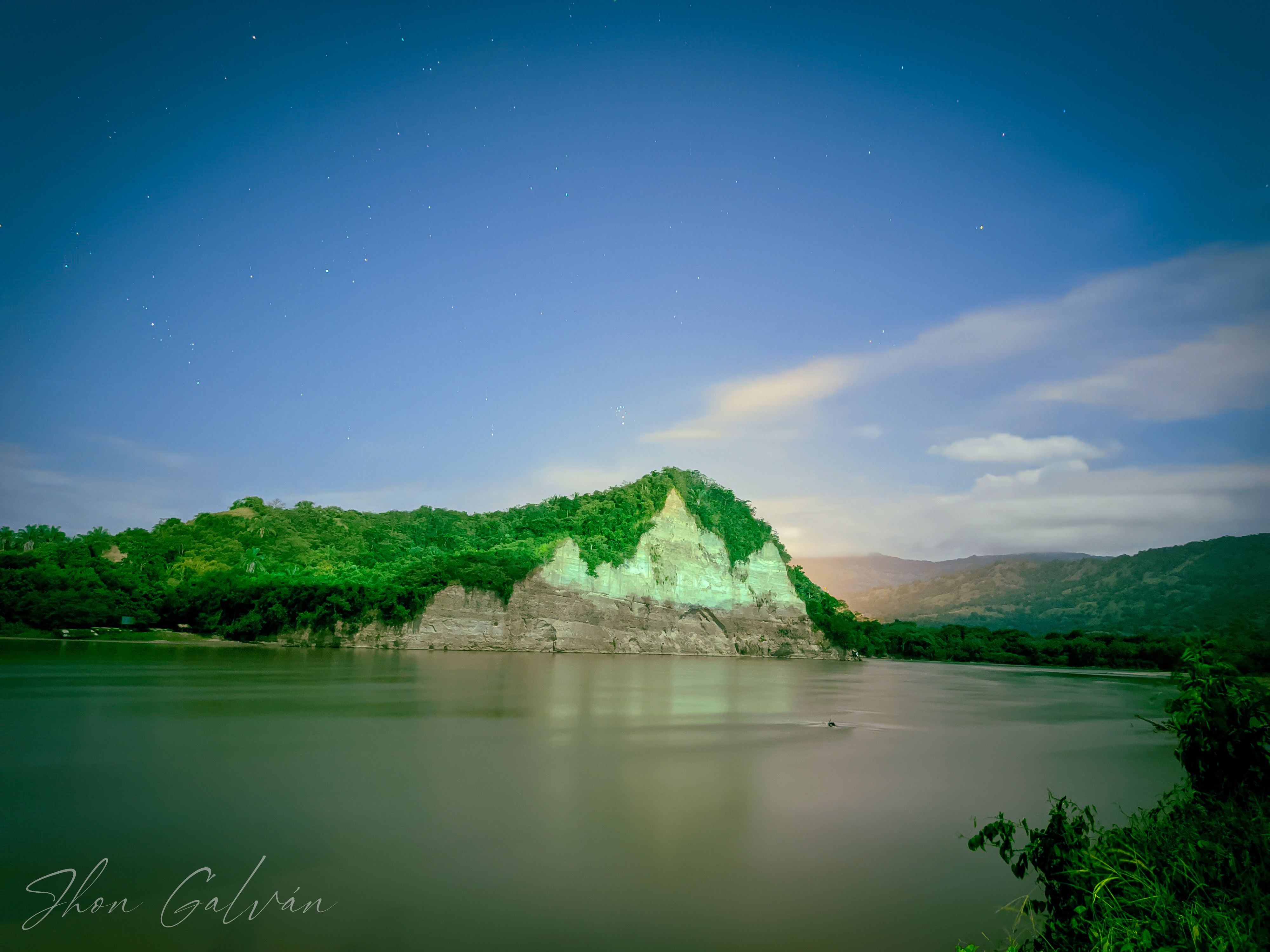
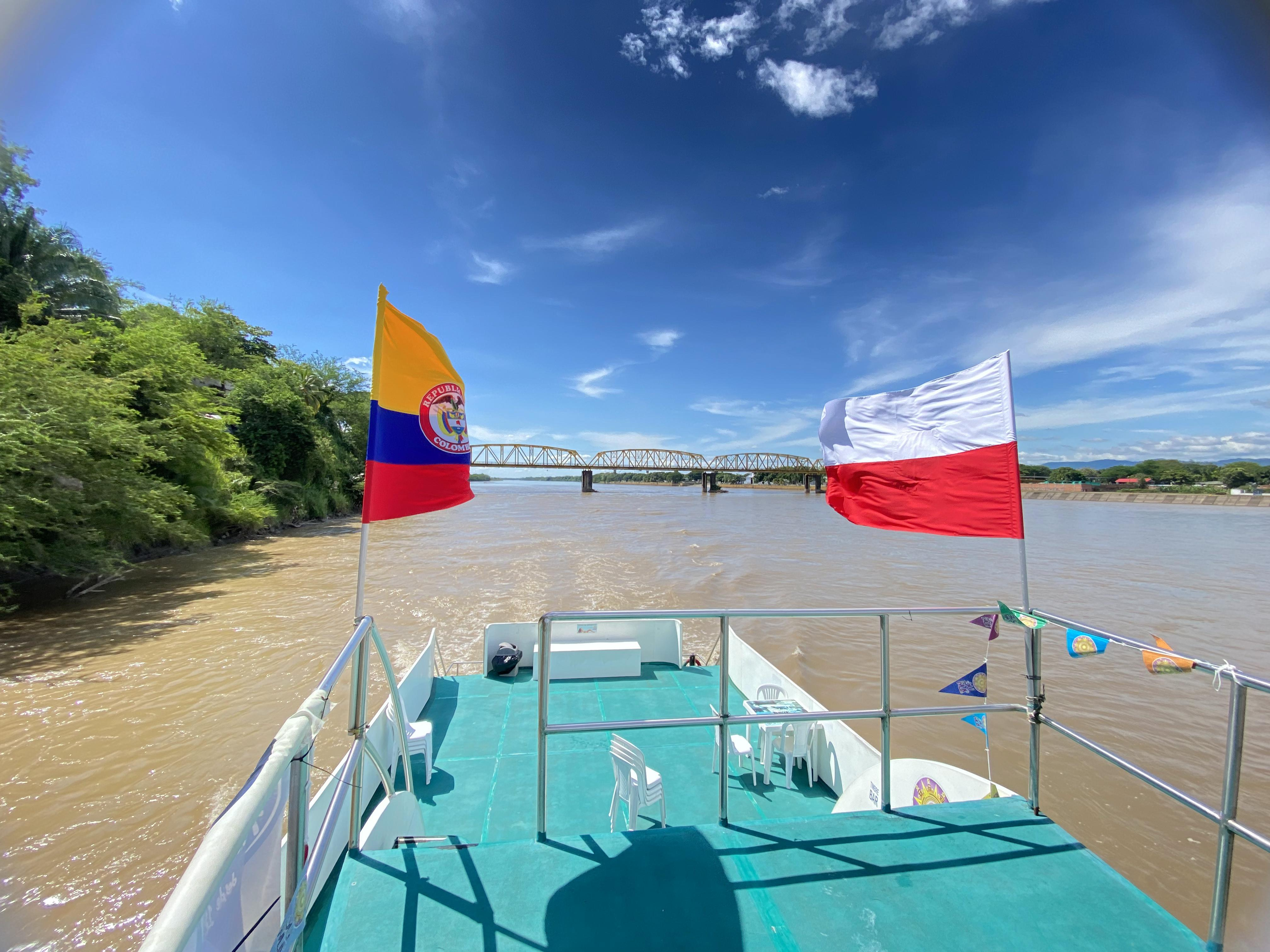
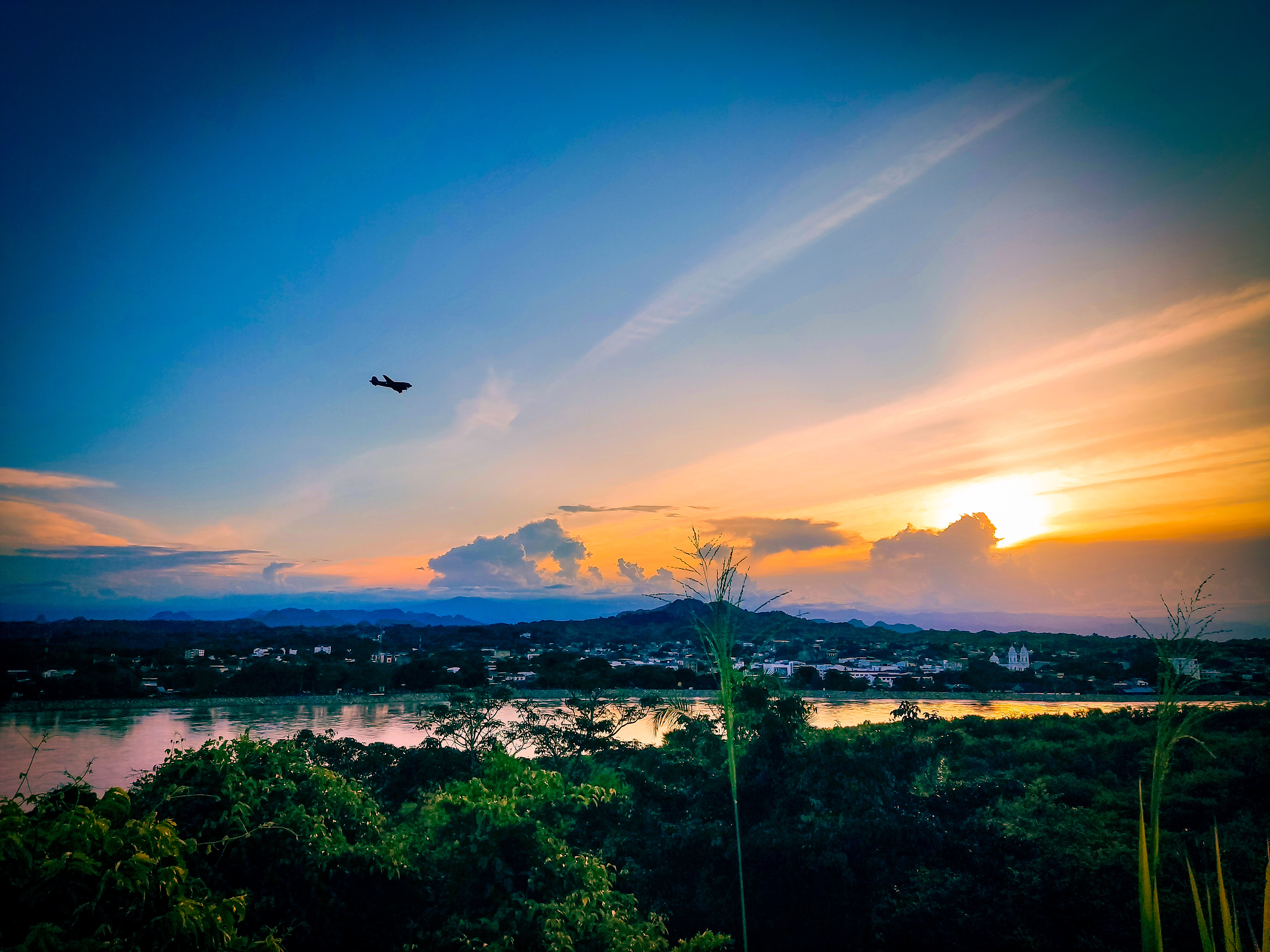
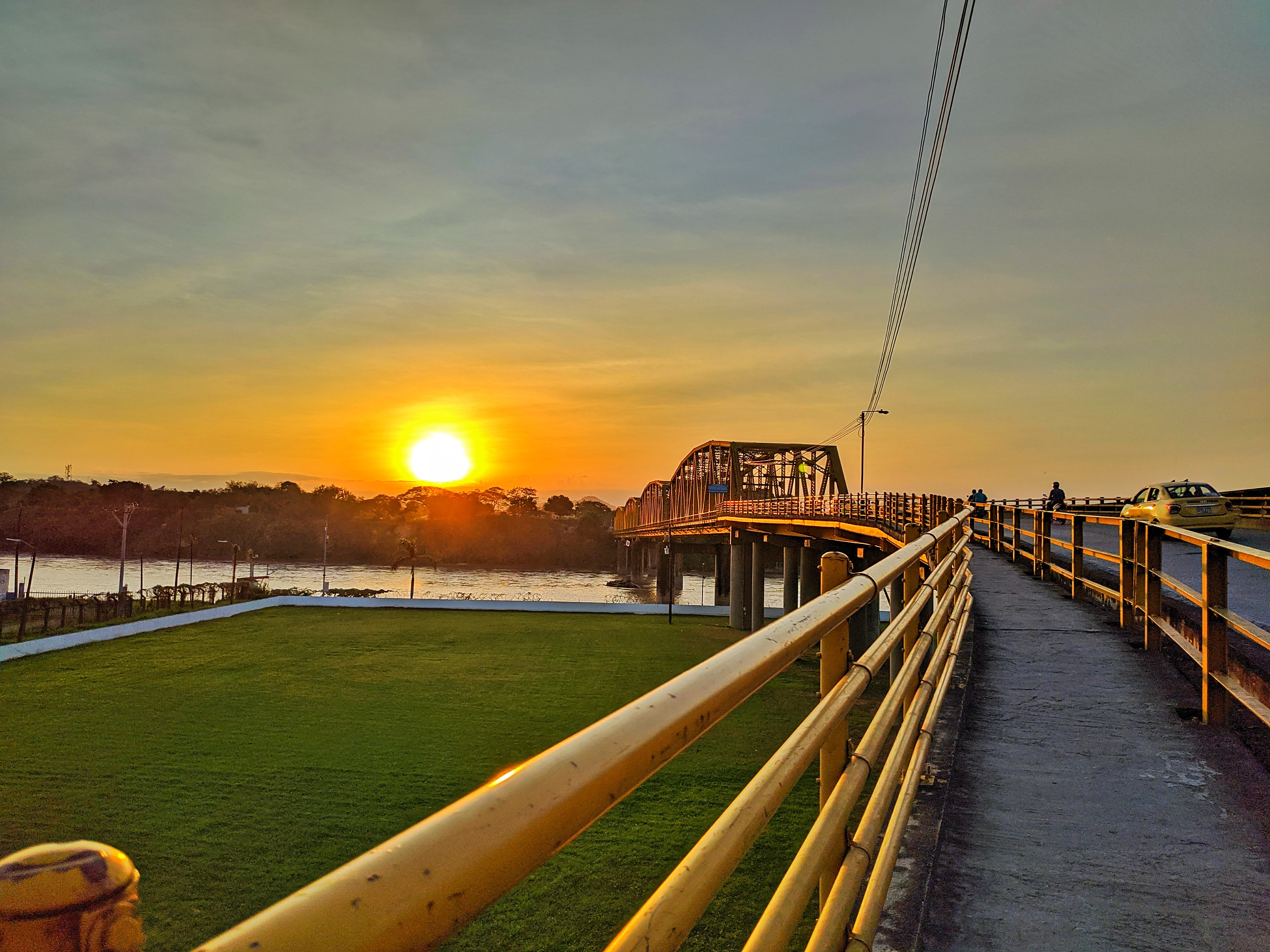

## Economía

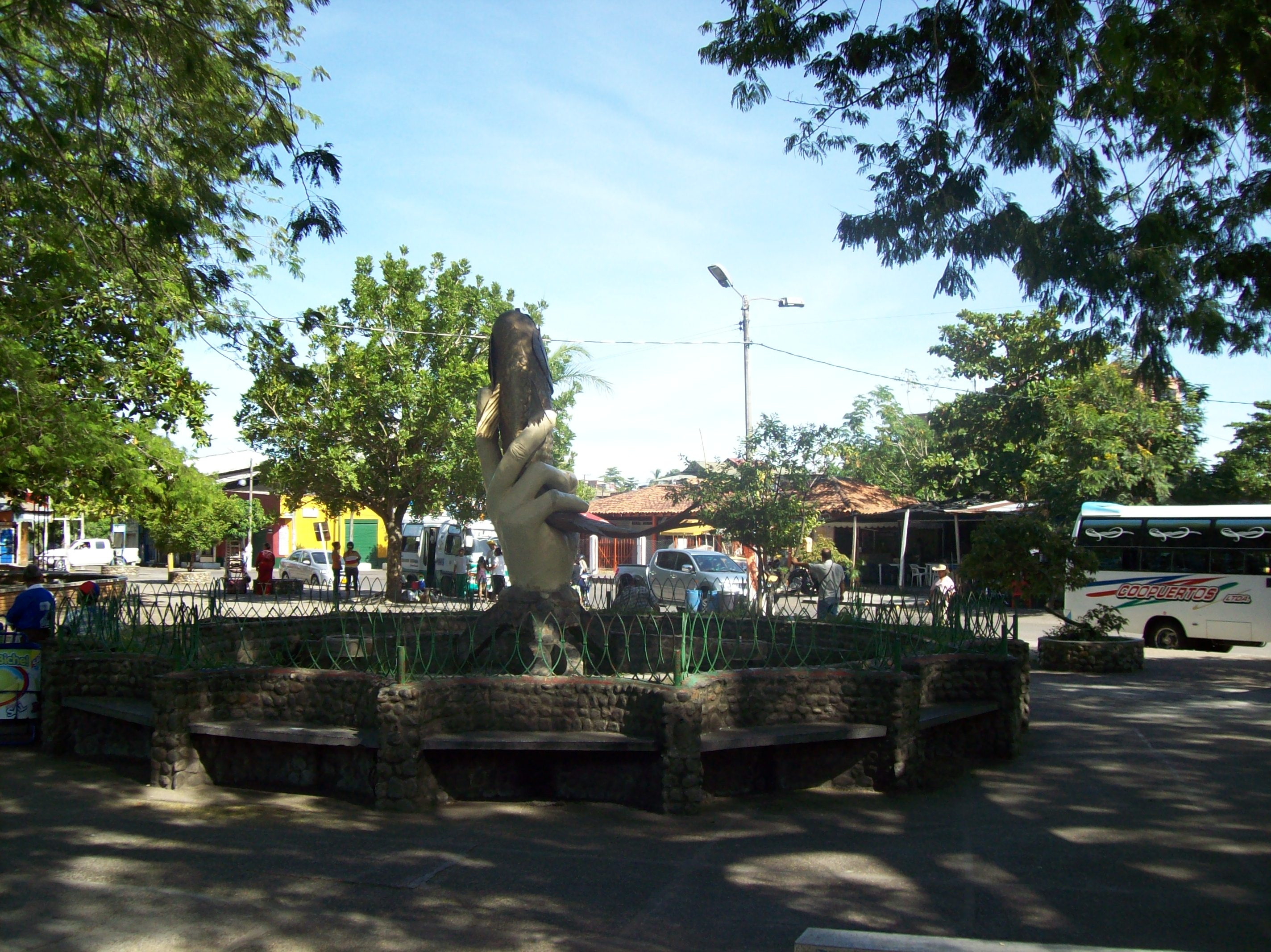
Parque Santander.

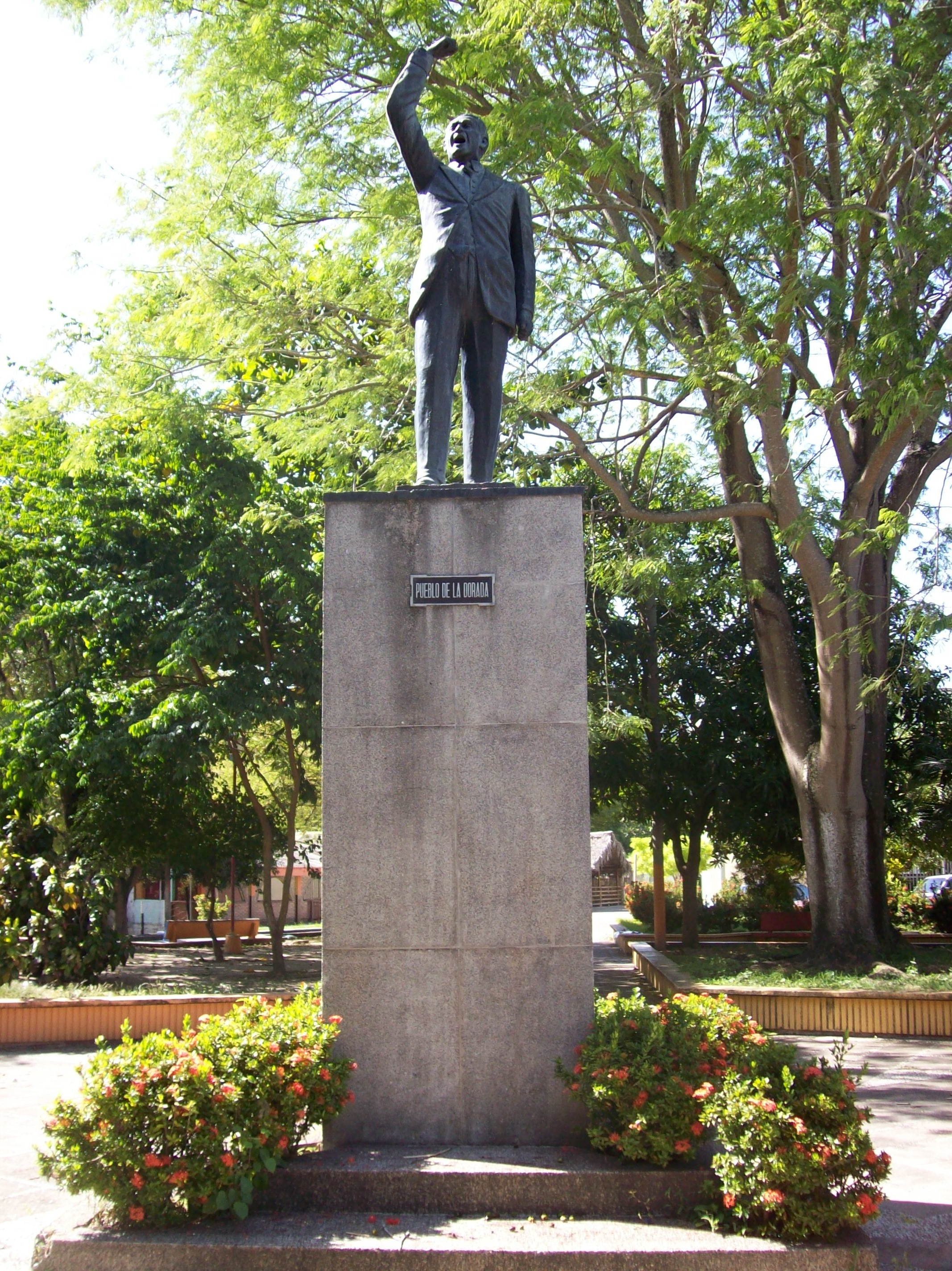
Parque Jorge Eliecer Gaitan.

Por estar ubicada en la segunda zona ganadera su actividad económica se basa especialmente en la ganadería, la sigue la agricultura, la minería del oro, el comercio, la pequeña industria y la pesca.

### Sector pecuario
La actividad económica del municipio descansa básicamente en el sector pecuario, especialmente en la ganadería que se desarrolla en gran escala, tanto en la ceba como en la cría de ganado bovino, La Dorada es uno de los municipios de mayor producción de carne vacuna de todo el país por la calidad de los ejemplares que produce esta zona y la fuerte inversión económica del orden nacional que ha generado la industria de la carne con la entrada en funcionamiento de la empresa FRIOGAN.

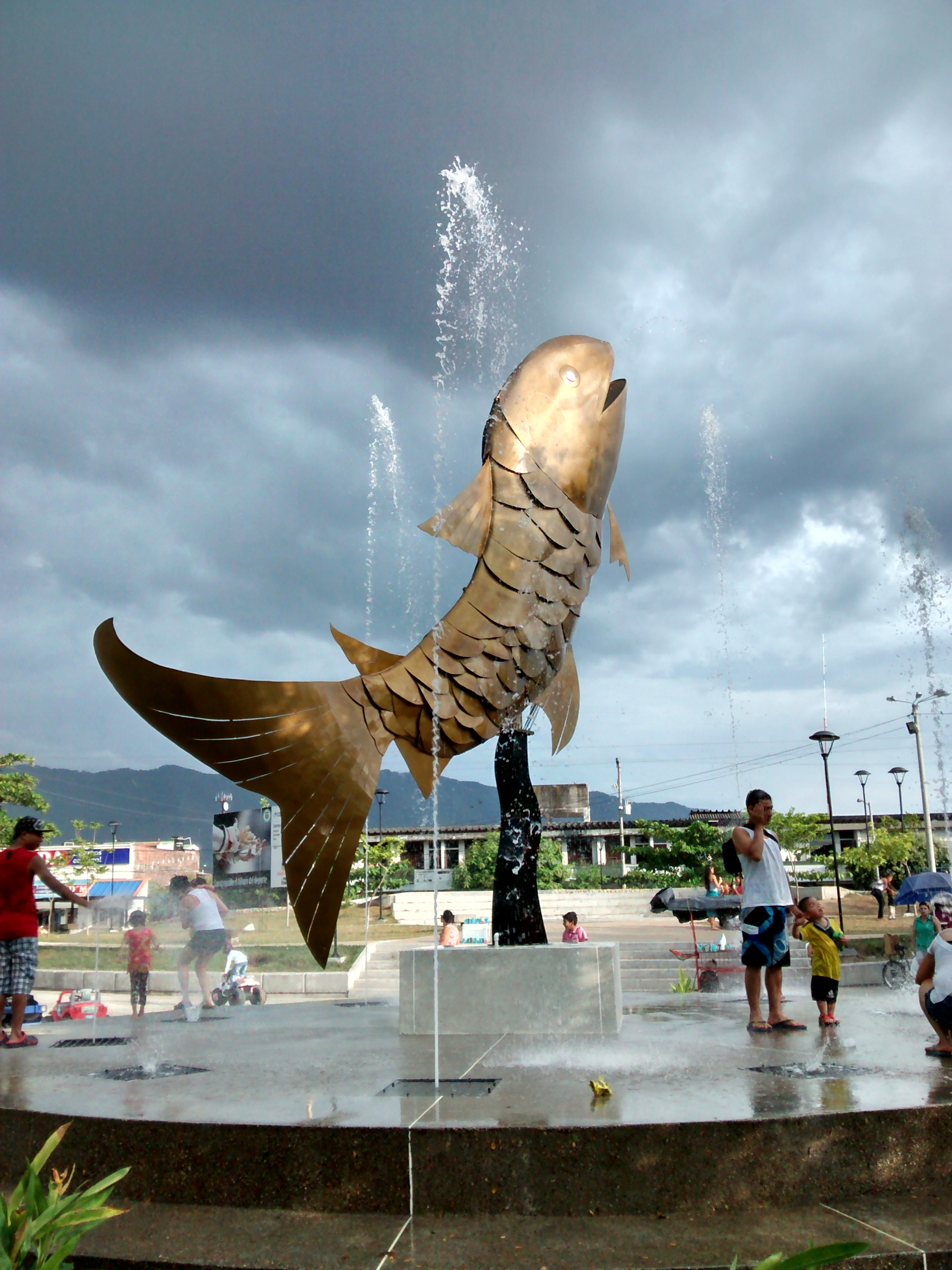
Parque Santander. (Actual)

En cuanto al sistema de producción, en buena parte es de tipo extensivo y en menor escala semi-intensivo, registrándose en la zona norte ganado de cría comercial y de pura sangre, de doble propósito en la zona sur y ceba en la parte media a lo largo del Valle del Magdalena.

### Piscicultura
La actividad piscícola en el municipio presenta una gran dinámica debido a la oferta permanente de pescado en las corrientes de agua de la región, donde el río Magdalena es el principal proveedor, seguido de La Miel, Pontoná, Doña Juana y Purnio, entre muchos otros. La época más productiva generalmente es el primer trimestre de cada año cuando ocurre el fenómeno de la subienda, en el cual los peces remontan principalmente el río Magdalena con el fin de desovar; en dicha época las especies más comunes que se capturan y luego son comercializadas son el bocachico, nicuro, bagre, capaz y mueluda, entre otras.

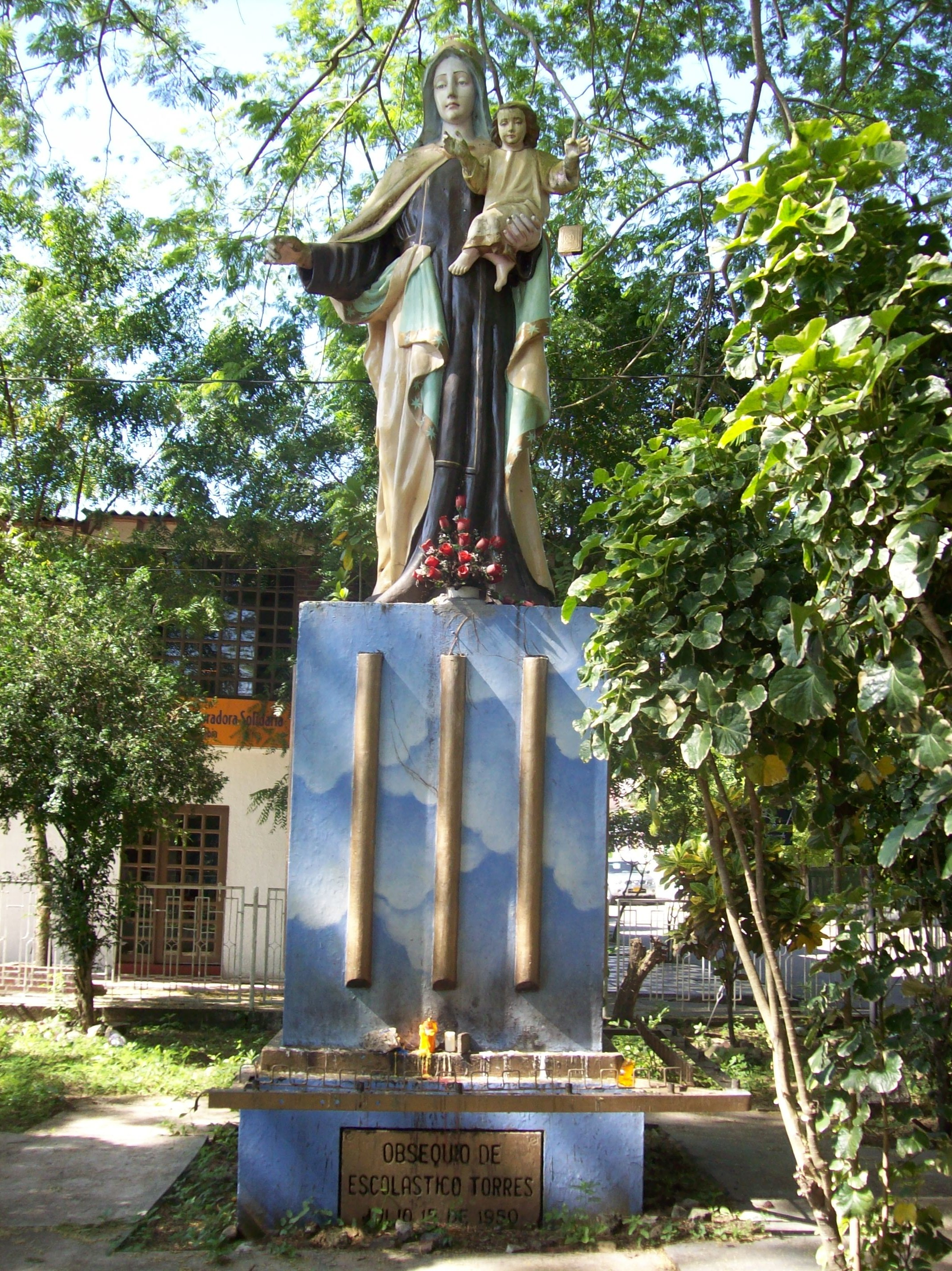
La Virgen del Puerto

### Sector Terciario
A nivel comercial, La Dorada se destaca por distribuir mercancías a precios módicos y de muy buena calidad. Actualmente, cuenta con un mall comercial (Santana del Río), inaugurado en 2015, donde cuenta con servicios de hospedaje, plazoleta de comidas, cine y locales comerciales. Se ofrece además servicios turísticos que realizan planes a los lugares más emblemáticos de La Dorada y sus alrededores.
Se planea que el municipio cuente con su propio Centro Comercial, conocido como "Verano Mall".
La Plaza Comercial "Dorada Plaza" fue inaugurado el 9 de julio de 2005, sobre el sector comercial principal. Esta construcción, indiscutiblemente ha elevado la economía de la mancomunidad a un nivel muy alto. En la actualidad el Centro Comercial Dorada Plaza cuenta con una gran cantidad de locales comerciales y se espera que aumenten, debido a que en el segundo piso se encuentran locales aún disponibles, incluyendo dos salas de cine que aún no se encuentran en funcionamiento porque no posee propietario, en él se puede encontrar desde vestuario hasta elementos eléctricos, y debido a la ubicación estratégica hace que sea irresisteble para los turistas el visitarlo.

## Festividades

### Carnavales del Río y el Sol

Carnaval del Río y del Sol
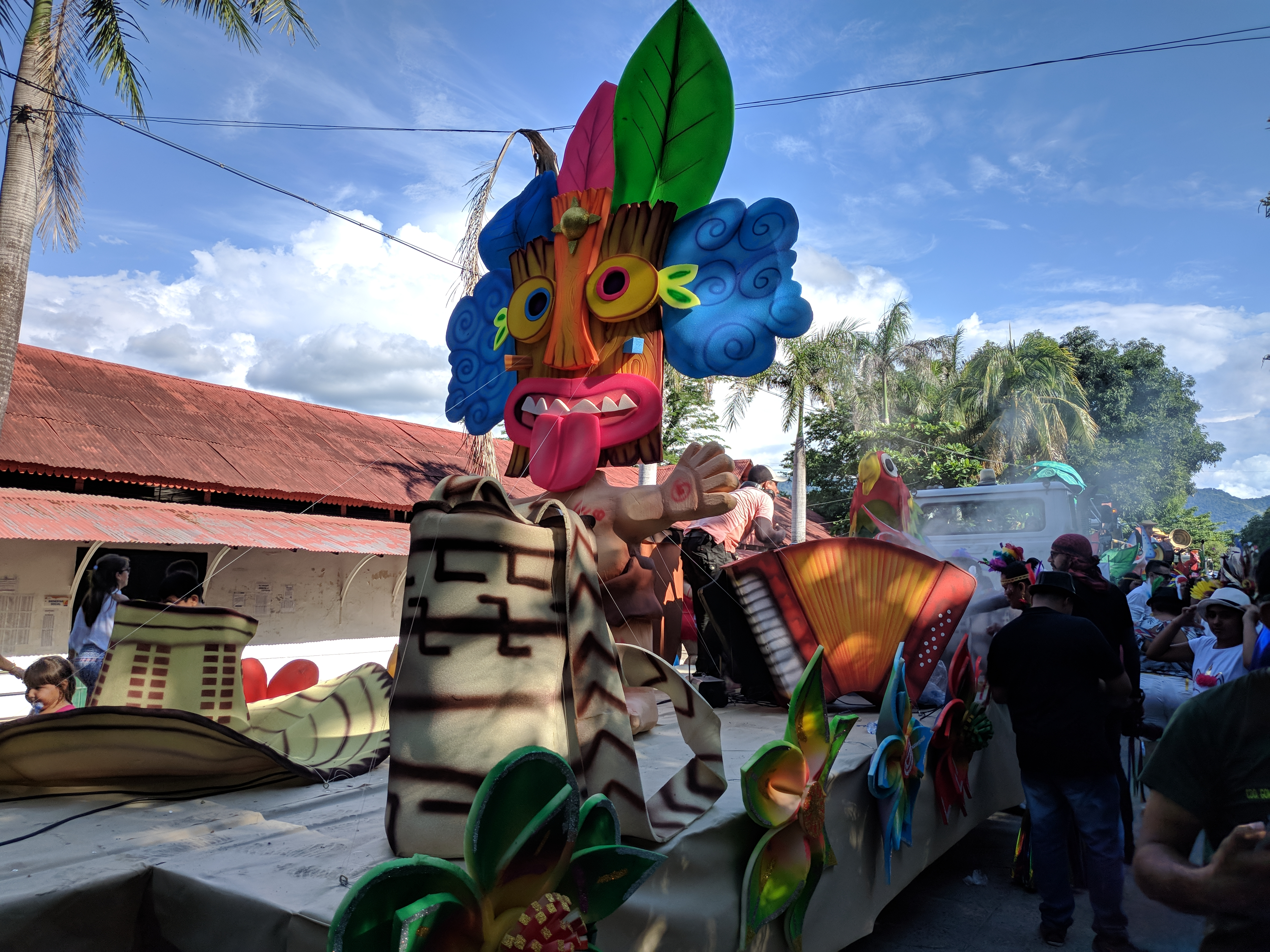
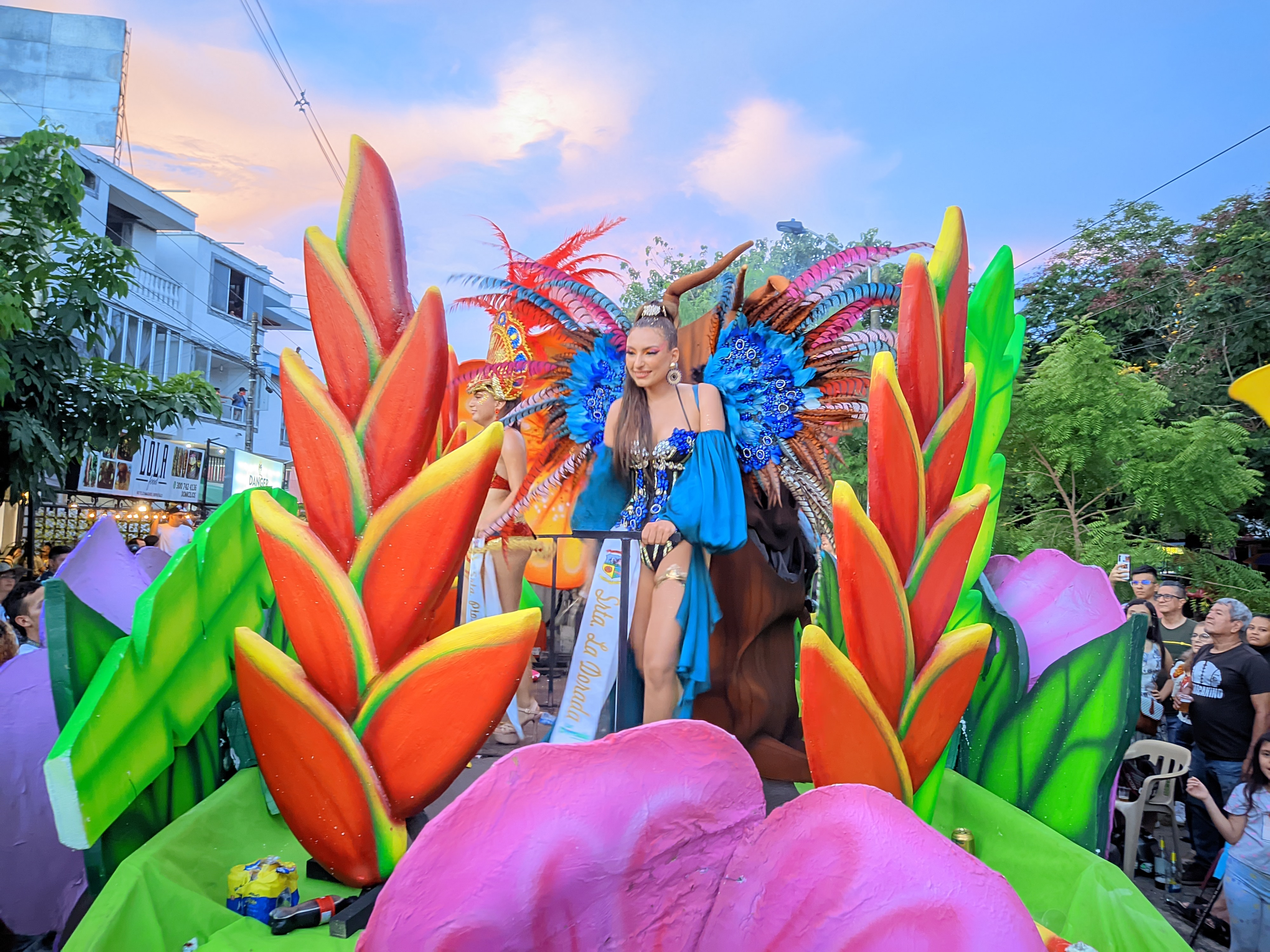
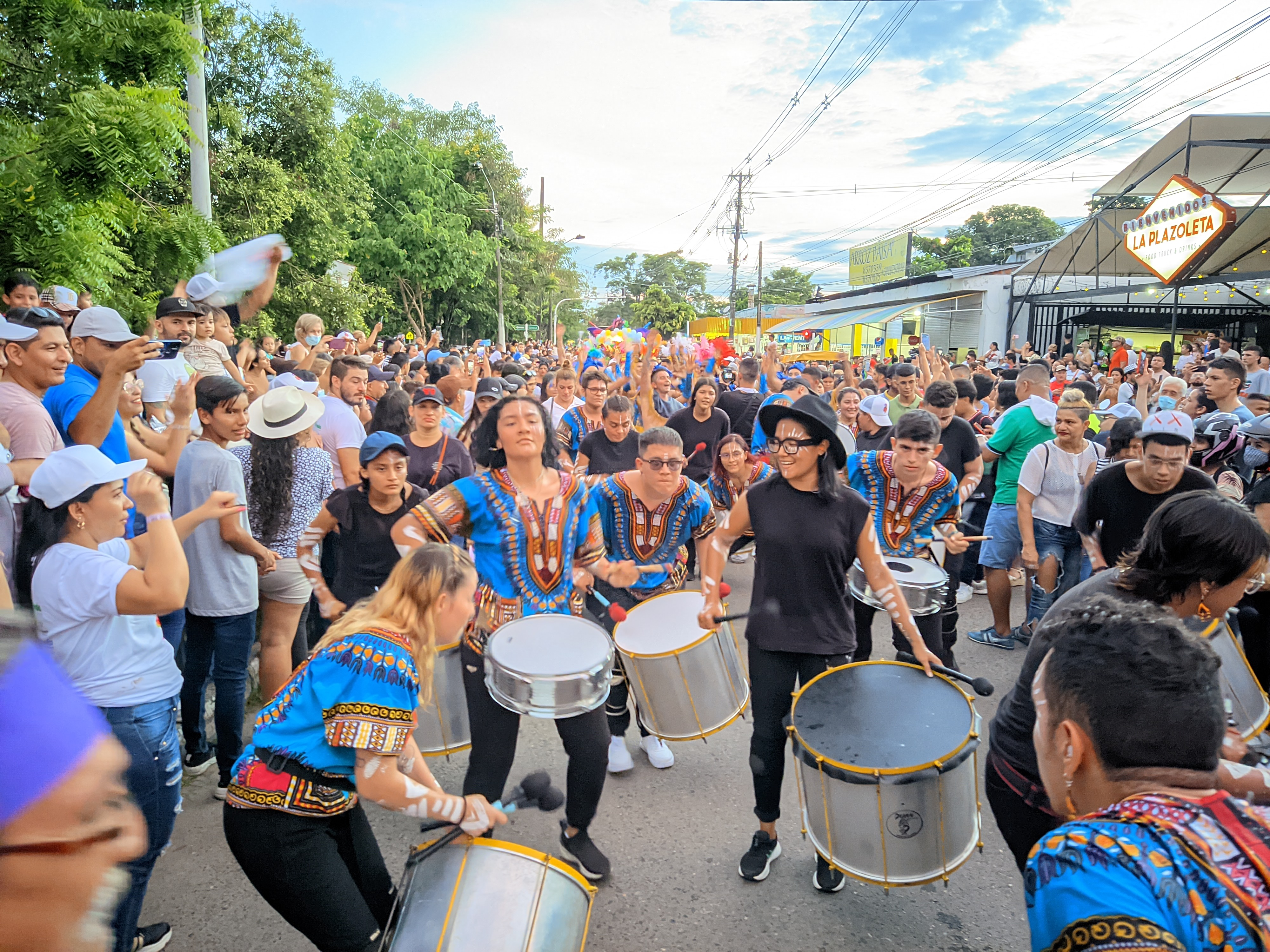

 Desde 2012, las fiestas más representativas de La Dorada son el Carnaval de Río y el Sol. Se celebran por lo general a mitad de año en el primer puente de junio (8a)
En el marco de las festividades, se realizan muestras gastronómicas, conciertos con invitados especiales, válidas de moto-velocidad, actividades deportivas, comparsas por las principales calles del pueblito , entre otras.
Otra actividad importante es el Reinado "Srta. Corazón de Colombia", donde varias candidatas de pueblos vecinos realizan pasarelas, demostración saberes de pesca, desfile náutico por el Río Magdalena, desfile en traje de baño y en traje de gala.

## Símbolos

### Escudo
Tiene forma acorazonada y está dividido en tres cuarteles, el superior abarca el ancho del escudo y es la mitad de este y muestra un ejemplar vacuno sobre la pradera verde contra el cielo azul fuerte, como símbolo de la constitución geográfica de la región, como su riqueza ganadera; la parte inferior está dividida en dos cuarteles iguales, el de la izquierda muestra entre el timón de un barco dos peces entrelazados, símbolo de la abundancia del río y el segundo o derecho, una perspectiva del río magdalena en su viaje hacia el Caribe y sobre él, dos manos que se estrechan como significado de confraternidad. En la parte superior del escudo una cinta lleva el nombre del Municipio y en la parte inferior el lema de Hermandad y Amor.

### Bandera
La bandera se encuentra dividida en 2 franjas de igual tamaño. La superior es de color blanco y representa la pureza del agua y el aire de la región y el espíritu sincero y trabajador de los doradenses. La franja inferior es de color rojo y representa la lucha de toda una comunidad para convertir el municipio en toda una gran ciudad.

### Himno
La letra de este Himno fue escrita por el poeta antioqueño Jorge Robledo Ortiz y la música compuesta por el maestro Florentino Camacho.
CORO
Salve ciudad muchacha,
mestiza, americana,
Con cabellera de agua
y cuerpo de arenal.
I
La selva Colombiana y el Río Magdalena
Son los progenitores de esta bella ciudad,
Su cuna fue la playa, la tarde su nodriza;
De la mano del viento aprendió a caminar.
II
El rumor de la selva fue su canción de cuna,
Su docel un gran cielo de azul y celofán,
Los peces le enseñaron a jugar con reflejos,
Y un Mohan amoroso le escribió un madrigal.
III
Tuvo tres bogas magos que vinieron de Neiva
Y le trajeron rojas vasinas de natá,
Bambucos, atarrayas y una linda canoa,
Para que por las tardes salieran a navegar.

## Deportes
La Dorada es una ciudad de paso casi obligado cuando se lleva a cabo la Vuelta a Colombia y el Clásico RCN de ciclismo por su estratégica ubicación.
En cuanto al fútbol, el municipio no ha tenido participación en el profesionalismo, pero cuenta con el Estadio Municipal Los Alpes como máximo escenario para la disputa de ese deporte.
Por otra parte, el Atlético Dorada juega en el Coliseo Ventura Castillo sus juegos como local de la Liga Colombiana de Fútbol Sala.

## Ciudades hermanas
Por motivos históricos, La Dorada está hermanada con la ciudad de Cádiz, en España.

## Servicios públicos
- Energía Eléctrica: Central Hidroeléctrica de Caldas (CHEC), del grupo EPM, es la empresa prestadora del servicio de energía eléctrica.
- Gas Natural: Alcanos de Colombia es la empresa distribuidora y comercializadora de gas natural en el municipio.